# Ogbomosho
Ogbomosho (även Ogbomoṣo) är en stad i delstaten Oyo i sydvästra Nigeria, cirka nio mil nordost om Ibadan, vid landsvägen A1. Befolkningen uppgick 1991 till omkring 645 000 invånare, en siffra som i mars 2005 beräknades ha ökat till omkring 941 000. Ogbomosho är därmed en av Nigerias största städer.
Staden grundades i mitten av 1600-talet och låg i utkanten av yorubariket Oyo. När fulanifolket erövrade riket i början av 1800-talet flydde många till staden, som hade starka stadsmurar. Den blev därigenom en av yorubafolkets största bosättningar.
Majoriteten av befolkningen tillhör yorubafolket. Staden är centrum i ett jordbruksdistrikt, och jams, kassava, majs och tobak är några av områdets viktigaste produkter. Ogbomosho är även känt för sitt traditionella hantverk, särskilt träarbeten och trummor.